# Live Tour 2003
Tournées par Lorie
Week End Tour
(2004)
Albums de Lorie
Tendrement
(2002) Attitudes
(2004)
Lorie Live Tour est le nom de la toute première tournée de Lorie, vue par 400 000 fans ce CD se vendra à 222 000 copies. Cette tournée sert à promouvoir ses deux premiers albums Près de toi et Tendrement.

## Caractéristiques
- Plus de 400 000 spectateurs.
- 80 dates réparties en France, Belgique, Suisse et dans les îles françaises.
- Tournée en 2 parties : la première de septembre 2002 à janvier 2003; la deuxième de janvier 2003 à juin 2003.
- Durée de CD : 1 heure 15 minutes de concert + 49 minutes de bonus.
- Durée du DVD : 1 heure 20 minutes de concert + 26 minutes de bonus.

## Versions du CD et du DVD commercialisées
- La version CD simple contient un CD et un DVD. Le CD contient les 19 titres en live et le DVD contient des bonus sur la tournée, un making of, un karaoké et le clip Sur un air latino ainsi que le making of de À 20 ans.

- La version CD collector contient le même contenu que la version CD simple ainsi 6 photos A4 du concert, et un message aux fans, le tout dans un coffret cartonné.

- La version DVD et VHS contient 21 titres live (les mêmes que ceux de la version CD ainsi qu'un titre inédit avec Billy Crawford et un interlude avec des animations pyrotechniques.

- Une version cassette audio était aussi disponible à la sortie du CD et celle-ci contient les 19 titres live.

- Un Coffret 2 CD comprenant le Lorie Live Tour en CD (édition simple) et l'album Attitudes était disponible en 2005.

## Titres du concert
| 1. Intro Show Lorie (2:21) 2. Près de moi (4:17) 3. Toute seule (3:35) 4. Pour que tu me reviennes (4:08) 5. I Love You (5:00) 6. Ne me dis rien (4:17) 7. Entre vous deux (3:48) 8. L'homme de ma vie (3:57) 9. Dans mes rêves (4:33) 10. Je t'aime Maman (4:03) 11. Laisse faire le fun (duo 4You) (4:21) 12. Fan' 2 toi (4:30) 13. Je serai (ta meilleure amie) (5:20) 14. Tendrement (4:34) 15. Tout pour toi (4:13) 16. Ton sourire (4:08) 17. À 20 ans (3:23) 18. J'ai besoin d'amour (4:28) 19. Se donner la main (4:27) | 1. Intro Show Lorie (2:21) 2. Près de moi (4:17) 3. Toute seule (3:35) 4. Pour que tu me reviennes (4:08) 5. I Love You (5:00) 6. Burning Interlude (1:10) 7. Ne me dis rien (4:17) 8. Entre vous deux (3:48) 9. L'homme de ma vie (3:57) 10. Say Goodbye (duo avec Billy Crawford) (3:45) 11. Dans mes rêves (4:33) 12. Je t'aime Maman (4:03) 13. Laisse faire le fun (duo 4You) (4:21) 14. Fan' 2 toi (4:30) 15. Je serai (ta meilleure amie) (5:20) 16. Tendrement (4:34) 17. Tout pour toi (4:13) 18. Ton sourire (4:08) 19. À 20 ans (3:23) 20. J'ai besoin d'amour (4:28) 21. Se donner la main (4:27) |

## Certifications
| CD     | CD            | CD               | CD                |
| Pays   | Certification | Date             | Ventes certifiées |
| ------ | ------------- | ---------------- | ----------------- |
| France | 2X Or         | 18 décembre 2003 | 200 000           |

| DVD    | DVD            | DVD              | DVD               |
| Pays   | Certification  | Date             | Ventes certifiées |
| ------ | -------------- | ---------------- | ----------------- |
| France | DVD de diamant | 18 décembre 2003 | 200 000           |

## Classement des ventes
| Pays     | Meilleure position (CD) | Meilleure position (DVD) |
| -------- | ----------------------- | ------------------------ |
| France   | 3                       | 1                        |
| Suisse   | 39                      | --                       |
| Belgique | 11                      | 4                        |